# Dorath Pinto Uchôa
Dorath Pinto Uchôa   (Belém, 1927 - São Paulo, 28 de març de 2014) va ser arqueòloga i una de les ideòlogues de la Societat d'Arqueologia Brasilera. El seu focus de recerques sempre han estat les ocupacions humanes prehistòriques litoralenques, més específicament els monticles de closques i petxines en l'Estat de São Paulo.

## Biografia
El 1967 va obtenir una llicenciatura en Geografia per la Pontifícia Universitat Catòlica de São Paulo, i el 1972 el títol de mestratge en Història i, finalment, el de doctorat en Antropologia, Arqueologia i Etnologia, el 1973, tots tres per la Universitat de São Paulo, realitzant la defensa de la tesi: Arqueologia de Piaçaguera i Tenório: Análise de dois tipus de sítios pré-cerãmicos de Litoral Paulista.
En tota la seva formació com a arqueòloga va treballar amb sambaquis localitzats en Piaçaguera, prop del municipi de Cubatão, a 12 km del port de Santos. Part de la seva vida professional va estar associada a l'extint Institut de Prehistòria, passant posteriorment a desenvolupar activitats acadèmiques amb el càrrec de professora del Museu d'Arqueologia i Etnologia de la Universitat de São Paulo.

## Algunes publicacions científiques

### Llibres
- Clássicos da Arqueologia. Erechim, RS: Habilis. 224 pàg. 2007.
- Arqueologia de Piaçagüera i Tenório: análise de dois tipus de sítios pré-cerâmicos do litoral paulista. Clássicos dona Arqueologia. Editor Habilis, 221 pàg. 2007.
- O sítio arqueológico Mar Virado, Ubatuba: relatório. Editor Museu de Arqueologia i Etnologia, 32 pàg. 1999.
- Demografia esqueletal dos construtores do sambaqui de Piaçaguera, São Paulo, Brasil. Vol. 1.230 pàg. ed. São Paulo: Grafons, 1988.

### Articles
- Ilha do Mar Virado: um estudo de um sítio arqueológico no litoral do Estat de São Paulo. CLIO. Série Arqueològica (UFPE), vol. 24, pàg. 7-40, 2009.
- Presença de Fungos na dentina humana: implicaçãoes arqueológicas i forenses. Rev. de Odontologia dona Pós Graduação dona Faculdade de Odontologia dona Usp, São Paulo, vol. 11, Nº 3, 2004.
- Estimativa da idade através da análise do desgasti oclusal em molares de remanescentes esqueléticos arqueológicos brasileiros. RPG. Rev. de Pós-Graduação (USP), São Paulo, vol. 11, Nº. 3, 2004.
- A Ilha Comprida i o Litoral de Cananéia sob a ótica arqueològica i geoambiental. Revista Clio Arqueològica, UFPE -Recife, vol. 1, Nº. 15, 2002.
- Fungal infiltration in the human dentine: archaeology and forensic implications (poster). 14th European Meeting of the Paleopathology Association, Coïmbra, pàg. 116-116, 2002.
- Estimativa de idade em remanescentes esqueléticos arqueológicos pela análise do desgasti oclusal em molars. Perquisició Odontológica Brasileira, São Paulo, vol. 16, pàg. 86-86, 2002.
- A Ilha Comprida i o Litoral de Cananéia sob a ótica arqueològica i geoambiental. Rev. Clio Arqueològica, UFPE -Recife, vol. 1, Nº. 15, 2002.
- Presença de fungos na dentina humana: possíveis implicaçõés arqueològiques i forenses. RPG. Rev. de Pós-Graduação (USP), São Paulo, vol. 8, pàg. 260-260, 2001.
- Hiperosteose Porosa Em Cranios d'Indis i Mulatos do Sud-est Brasileiro: Correlacao Entre As Lesoes Na Calvaria i Na Orbita. Revista do Museu de Arqueologia e Etnologia, 1996.
- Coletores-pescadors do Litoral Meridional Brasileiro. Revista de Pré História, Sãao Paulo, vol. 6, pàg. 103-106, 1984.

## Honors
- 2000: homenatge per part del Conselho Nacional de Mulheres de Brasil: Arqueologia.
- 1997: homenatge per part de l'Institut de Prehistòria, pels rellevants serveis prestats.
- 1996: medalla del Govern Municipal de Cubatão. Setmana de l'Ambient.
- 1995: placa - Mare - Homenatge de la Societat d'Arqueologia Brasilera com la seva ideòloga i fundadora[6]
- 1988: medalla Martin Afonso de Souza, homenatge pels rellevants serveis prestats al Municipi. Institut Històric i Geogràfic de Bertioga.